# Dżannata
Dżannata (arab. جناتة) – palestyńskie miasto położone w muhafazie Betlejem, w Autonomii Palestyńskiej. Według danych Palestyńskiego Centralnego Biura Statystycznego z 2016 liczyło 7 915 mieszkańców.